# 33103 Pintar
33103 Pintar è un asteroide della fascia principale. Scoperto nel 1997, presenta un'orbita caratterizzata da un semiasse maggiore pari a 2,4181118 UA e da un'eccentricità di 0,1522926, inclinata di 8,43992° rispetto all'eclittica.